# Zaplana
Zaplana este o arie protejată (arie specială de conservare — SAC, sit de importanță comunitară — SCI) din Slovenia întinsă pe o suprafață de 218,06 ha, integral pe uscat.

## Localizare
Centrul sitului Zaplana este situat la coordonatele 45°58′13″N 14°13′58″E / 45.9702°N 14.2329°E.

## Înființare
Situl Zaplana a fost declarat sit de importanță comunitară în aprilie 2004 pentru a proteja 3 specii de animale. Situl a fost protejat și ca arie specială de conservare în februarie 2012.

## Biodiversitate
Situată în ecoregiunea alpină, aria protejată nu include niciun habitat protejat.
La baza desemnării sitului se află mai multe specii protejate:
- mamifere (1): liliacul mic cu potcoavă (Rhinolophus hipposideros)
- nevertebrate (2): Austropotamobius torrentium, fluturele-tigru (Callimorpha quadripunctaria)